# 15160 Wygoda
15160 Wygoda este un asteroid din centura principală de asteroizi.

## Descriere
15160 Wygoda este un asteroid din centura principală de asteroizi. A fost descoperit pe 29 martie 2000 la Socorro, New Mexico, în cadrul proiectului LINEAR. Asteroidul prezintă o orbită caracterizată de o semiaxă mare de 2,62 ua, o excentricitate de 0,23 și o înclinație de 5,2° în raport cu ecliptica.